# Постниково (Московская область)
Постниково — деревня в Дмитровском районе Московской области, в составе сельского поселения Якотское. Население — 0 чел. (2010). До 2006 года Постниково входило в состав Якотского сельского округа.

## Расположение
Деревня расположена в северо-восточной части района, примерно в 8 км к северо-востоку от Дмитрова, на возвышенности Клинско-Дмитровской гряды, по правому берегу реки Вожжа (левый приток Якоти), высота центра над уровнем моря 181 м. Ближайшие населённые пункты — Посёлок совхоза «Будённовец» на северо-западе, Овсянниково почти на севере и Кузнецово на юго-западе.
Южнее Постниково ранее на притоках Вожжи располагались деревни Прокошево и Васюково. Но, видимо, посчитались неперспективными и были расформированы. На Топографической карте Московской области 1959 года они ещё обозначены.

## Население
| 2002 | 2006 | 2010 |
| ---- | ---- | ---- |
| 0    | →0   | →0   |